# Sindrome dell'orecchio musicale
La sindrome dell'orecchio musicale (in inglese Musical ear syndrome) è una condizione che si riscontra in soggetti che hanno perso l'udito e successivamente sviluppano allucinazioni uditive. La suddetta sindrome è stata anche associata ad allucinazioni musicali, una complessa forma di allucinazioni uditive le cui cause non sono state ancora definite in cui un individuo può percepire musica o suoni senza una sorgente esterna. È un disturbo comparabile alla sindrome di Charles Bonnet (allucinazioni visive in persone con vista compromessa) e alcuni ricercatori hanno suggerito di includere il fenomeno nella stessa diagnosi.

## Storia
Le allucinazioni musicali e la sindrome dell'orecchio musicale sono diventate sempre più riconoscibili grazie alle ricerche con strumentazioni di scansione cerebrale degli ultimi decenni, ma ci sono casi documentati nel corso della storia che riportano sintomi di allucinazioni musicali. Per esempio si diceva che il compositore Romantico Robert Schumann avesse udito intere sinfonie nella sua testa, dalle quali trasse ispirazione per la sua musica, ma più avanti negli anni questo fenomeno diminuì fino al punto di udire solo la nota LA che risuonava incessantemente nella sua testa. Una spiegazione alternativa è che i suoi sintomi fossero causati dalla sifilide o da avvelenamento da mercurio utilizzato per il trattamento. Anche il compositore russo Dmitri Shostakovich è ricordato per aver sofferto di allucinazioni musicali dopo che un frammento di proiettile per artiglieria gli fu rimosso dalla testa.

## Prevalenza
È stato riscontrato che la prevalenza della sindrome dell'orecchio musicale è molto alta tra coloro che hanno un udito compromesso da sordità acquisita o da un disturbo dell'orecchio noto come acufene. Sebbene la causa esatta sia incerta, è stato teorizzato che il "fenomeno di rilascio" possa essere responsabile. Il "fenomeno di rilascio" è quella condizione in cui individui con sordità acquisita possono sperimentare allucinazioni musicali a causa della mancanza di stimoli, che permette al cervello di interpretare suoni interni come se fossero esterni.
Coloro che ne soffrono possono udire musica o canzoni, e questa condizione è più comune nelle donne che negli uomini. Le esperienze allucinatorie differiscono in fenomenologia da quelle comunemente sperimentate in pazienti con disturbi psichiatrici, sebbene possano esserci dei punti in comune. La distinzione più importante è la consapevolezza che le allucinazioni non sono reali. Possono essere presenti disturbi deliranti associati alle allucinazioni, ma viene comunque mantenuto un certo grado di discernimento. Di solito non sono presenti altri sintomi psicotici, in particolare altre forme di allucinazioni. Anche se normalmente non sono presenti malattie mentali preoccupanti, una lieve compromissione delle facoltà cognitive è spesso associata alla sindrome dell'orecchio musicale.

## Cause
È stato postulato che la sindrome dell'orecchio musicale è causata da una ipersensibilità nella corteccia uditiva provocata da una deprivazione sensoriale, secondaria alla perdita dell'udito. Questa mancanza di udito è colmata dal cervello che ricostruisce il pezzo di informazione mancante, in questo caso musica. Un episodio simile si verifica quando un ictus danneggia la parte di corteccia cerebrale responsabile della vista, compromettendo il campo visivo e costringendo il cervello a ricostruire l'immagine per riempire lo spazio mancante. Una simile condizione viene descritta come una immagine nel campo visivo.
Di solito le allucinazioni non sono sgradevoli, ma possono essere fastidiose a causa della loro natura persistente. È piuttosto comune per chi ne soffre avere anche una storia di acufene. Una simile condizione può anche essere associata con uno stadio iniziale di demenza.
Esami diagnostici come la risonanza magnetica, la TAC e l'elettroencefalogramma potrebbero rivelarsi utili, ma raramente mostrerebbero una seria patologia. L'opinione più diffusa è che la sindrome dell'orecchio musicale sia un fenomeno provocato da cause eterogenee e da una moltitudine di fattori complessi, che portano questa sindrome ad essere diagnosticata meno frequentemente rispetto alla reale prevalenza. Alcuni di questi fattori includono traumi cranici, effetti collaterali di farmaci come gli antidepressivi, procaina, anestesia generale, o l'uso di sostanze come alcol e marijuana.

## Trattamento
Poiché la natura della sindrome dell'orecchio musicale resta sconosciuta, il trattamento si basa spesso sulle caratteristiche individuali dei soggetti. Le terapie possono spaziare dalla semplice rassicurazione, fino a rimedi farmacologici.
Anche se alcune terapie possono essere di aiuto, come gli antipsicotici, le benzodiazepine o gli antiepilettici, ci sono poche testimonianze al riguardo. Alcuni studi clinici hanno dimostrato che in un trattamento a base di steroidi, passare al prednisolone dopo che il betametasone aveva provocato la sindrome dell'orecchio musicale aiutava ad alleviare le allucinazioni, ed anche l'utilizzo dell'inibitore dell'acetilcolinesterasi donepezil è stato usato con successo nel trattamento di alcuni casi. Tuttavia a causa dell'eziologia eterogenea, questi rimedi non possono essere prescritti come trattamenti generali.
Altri tipi di trattamenti per alleviare le allucinazioni musicali comprendono impianti cocleari ed altri rimedi non strettamente medici, come ascoltare canzoni diverse da una fonte esterna, o tentare di bloccare le allucinazioni con uno sforzo mentale, a seconda della gravità della situazione.